# Мелани Хол
Мелани Хол (енгл. Melanie Hall) (20. августа 1970. - нестала 9. јуна 1996. године, проглашена званично мртвом 17. новембра 2004.) била је британски болнички службеник из Брадфорда на Авону, и нестала је 9. јуна 1996. године, након ноћи у ноћном клубу Кадилак (енгл. Cadillacs) у Бату (Самерсет). Тек 5. октобра 2009. године откривени су њени парцијални остаци након што је радник на аутопуту М5 пронашао пластичну кесу за смеће са људским костима у близини Торнбурија. Кости, које су укључивале карлицу, кост и лобању, анализиране су и идентификовано је да припадају Мелани Хол 7. октобра 2009. Утврђено је да је Мелани претрпела тешке преломе на лобањи и лицу и била везана конопцем, иако се дефинитивни узрок смрти није могао одредити. Током година разни људи су ухапшени, али касније пуштени.

## Позадина
Њени родитељи описали су Мелани као "младу, живахну ћерку". Дипломирала је 1995. године на Батаљском универзитету. Њена мајка, Пет Хол, рекла је да је дипломирање за четири године била "драгоцен" сан Мелани. Мелани Хол је радила као службеница у Батовој краљевској болници. Три недеље пре њеног нестанка Хол се дружила са немачким доктором Филипом Карлбаумом, с којим се срела у болници. Њен отац, Стефон Хол, био је председавајући у градском фудбалском клубу из Бата.